# Giuseppe Longoni
Giuseppe Longoni detto Pino (Seregno, 12 aprile 1942 – Seregno, 22 marzo 2006) è stato un calciatore e allenatore di calcio italiano, di ruolo difensore.

## Carriera
Cresciuto nell'Inter, prima come ala sinistra e poi (dopo il trasferimento di Giacinto Facchetti in prima squadra) come terzino sinistro, nel 1962 è passato ventenne al Como per una stagione di Serie B. Ha poi militato per due anni al Modena, il primo in Serie A, il secondo in B, prima di approdare al Cagliari che aveva nel frattempo raggiunto la massima serie.
Con i cagliaritani Longoni ha anche un'esperienza nel campionato nordamericano organizzato nel 1967 dalla United Soccer Association e riconosciuto dalla FIFA, in cui i sardi giocarono nelle vesti del Chicago Mustangs, ottenendo il terzo posto nella Western Division.
Sull'isola, dove trova la sua definitiva affermazione, rimane per quattro stagioni fino al 1969, quando si trasferisce alla Fiorentina in cambio di Eraldo Mancin, più un conguaglio di 185 milioni di lire a favore dei sardi.
In questo scambio non è stato fortunato, sfiorando due volte lo scudetto, vinto dai viola nel 1969 finché era in Sardegna con i sardi secondi in classifica a fine campionato, mentre la squadra di Manlio Scopigno trionfò nel 1970 subito dopo il suo passaggio in Toscana. Con la Fiorentina, in quattro anni disputò un'edizione della Coppa dei Campioni e due della Coppa UEFA, raggiungendo, rispettivamente nel 1970 e nel 1973, le finali di Coppa delle Alpi e di Coppa Anglo-Italiana.
Proprio nel 1973 passò al Lanerossi Vicenza con cui disputò le ultime tre stagioni della carriera, due in Serie A e una in B, prima di concludere la sua carriera nel 1976, con quasi 400 presenze tra massima serie e cadetteria e 19 reti realizzate.
A livello di squadra nazionale, Longoni era stato inserito nella rosa dei 22 giocatori che, nel settembre 1964, si stavano preparando per la partecipazione ai Giochi Olimpici di Tokyo, poi non effettuata per l'imputazione di professionismo rivolta ad alcuni componenti da parte del Comitato Olimpico Internazionale (C.I.O.), benché essi fossero formalmente in regola con le norme della F.I.F.A..

Anche per i mondiali del 1970 era in lista dei probabili nazionali convocati, invitato a "tenersi pronto", senza successiva convocazione.
Negli ultimi anni della sua vita, Longoni è stato costretto su una sedia a rotelle da una forma di vasculopatia che poi lo avrebbe portato alla morte nel 2006 all'età di 63 anni.

## Palmarès

### Giocatore
- Torneo di Viareggio: 1

Inter: 1962